# RMS Etruria

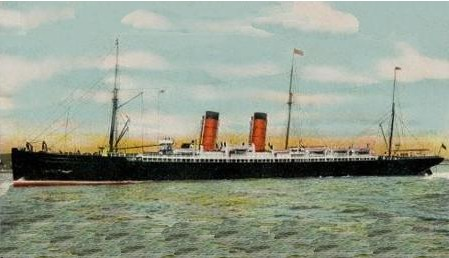

«RMS Etruria» — британский пассажирский лайнер судоходной компании «Кунард Лайн». Был построен и спущен на воду в 1884 году. В этом же году, совершил свой первый рейс через Атлантику. Это последний, наряду с однотипной «Умбрией», пассажирский пароход компании, имевший паруса. На протяжении нескольких лет владел «Голубой Лентой Атлантики». Провёл очень длительную и успешную карьеру: перевозил множество людей через Атлантику. Лайнер являлся «Королевским почтовым пароходом», перевозя почту в почтовом отделении. Продан на слом в 1910 году.

## История
Киль нового лайнера был заложен в 1882 году и строился почти 2 года. В 1884 году был спущен на воду и находился в стадии отделки. В этом же году совершил первый рейс через Атлантику. В конце своей карьеры списан по причине устаревания.

## Технические характеристики
«Этрурия» была двухтрубным лайнером довольно крупных по тем временам размеров: длина — 153 м, ширина — 17,4 м, полное водоизмещение — свыше 3 000 т. На судне имелось 3 мачты: две на корме, и ещё одна на полубаке. На первой находилась штурманская площадка («воронье гнездо»). Пароход имел 2 винта и развивал приличную по тем временам скорость в 12 узлов. Пассажирские каюты были обычными, и подразделялись на 2 и 3 классы. 